# Anopheles anchietai
Anopheles anchietai är en tvåvingeart som beskrevs av Correa och Ramahlo 1968. Anopheles anchietai ingår i släktet Anopheles och familjen stickmyggor. Inga underarter finns listade i Catalogue of Life.